# Pergularia roylei
Pergularia roylei là một loài thực vật có hoa trong họ La bố ma. Loài này được (Wight) D. Dietr. mô tả khoa học đầu tiên năm 1840.